# Remigian Mikułowski
Remigian Mikułowski herbu Drzewica (zm. przed 9  grudnia 1730 roku) – cześnik radomski od 1726 roku, chorąży wiłkomierski w latach 1697-1726.
Jako poseł województwa sandomierskiego był uczestnikiem Walnej Rady Warszawskiej 1710 roku.